# 李贽
李贽（1527年11月19日—1602年5月7日），初姓林，名载贽，后改姓李，改名贽，字宏甫，号卓吾，又号温陵居士、笃吾、百泉居士、宏父、思齋、龙湖叟、秃翁等，出身福建布政司泉州府晉江縣，活躍於明朝萬曆時期之思想家。他致力於激烈批評和反思儒家與士大夫之思想、行為及價值觀等，並因而在明朝晚期之思想變化潮流中引發熱烈爭議與關注。他否定傳統儒學等規範之絕對地位，肯定個人的思辨和感知能力，但稱這種能力必須出於他所提出之概念「童心」。他的代表著作有《焚書》、《續焚書》、《藏書》等。

## 生平
嘉靖六年（1527年），李贄出生於福建泉州，出身航海贸易世家。他的父系家族原先姓氏為林，後改姓李。他的祖先林駑以泉州為根據地的富有商人，在當地與波斯灣間航行貿易，又娶色目人女性為妻。一直到他的曾祖父之前，他的父系祖先持續與中外通婚者和伊斯蘭教信仰者等往來互動。父祖以上几代皆从事航海贸易或担任翻译。在李贄出生時，他的父系家族已經沒落。此外，因為其思想論述中缺乏受伊斯蘭教影響之明顯跡象，他不被認為有信奉伊斯蘭教。
李贄自幼接受傳統儒學教育。
嘉靖三十一年（1552年），他在被錄取為舉人後，因經濟困難等，不再繼續準備進士之考試，按往例要求擔任官職。之後，他多年擔任於地位卑下且薪資微薄之官職。
嘉靖三十八年（1559年），他因父親過世停職丁憂。服喪結束後，他前往北京求職，等待一年多方獲國子監教官之職位；在等候期間，他擔任私塾教師維持生計。
他生有四子三女，但只有大女兒長大成人。
嘉靖四十二年（1563年），他的祖父過世，上司和友人按當時習俗給與賻儀；賻儀的金額相當多，於是他將一半用於在河南購地，以作養家之經濟來源，另一半帶回家鄉，用於安葬祖父和其他祖先。因財力有限，他決定獨自返鄉；後來與妻子重聚時，方得知兩個女兒在他返鄉過程中，遇嚴重乾旱所致饑荒，因營養不良而死去。
此後，李贄在河南共城擔任官學教諭三年、在北京及南京國子監擔任教官各數月，在禮部擔任司務五年，又在南京擔任刑部員外郎五年左右，後在萬曆五年（1577年）開始於雲南姚安府擔任知府。在擔任姚安府知府前，他的薪資相當微薄，甚至不足以養家。在北京擔任禮部司務時，他經常閱讀王陽明和王畿的著作，又親自向王畿請教，並於此後在思想上深受影響。
在萬曆八年（1580年）擔任姚安府知府任滿後，他決定退休。 隨後，他攜帶家眷寄居於湖廣黃安耿定向、耿定理兄弟家中。在與耿定向發生巨大之意見歧異和衝突後，他決意遷居位在麻城之私人佛堂芝佛院，並依靠於周思敬、周思久等人；妻子於是獨自返回家鄉泉州，後過世於萬曆十五年（1587年）。他的妻子在過世前，曾多次表示希望他返鄉；但是，為脫身於宗族事務，他堅持不返鄉。李贄對於妻子的過世感到非常哀傷。在麻城，他也與梅國楨密切往來，並深受其支持。
在經營芝佛院的過程中，他長期依靠志趣相投之友人捐助，生活物質不再匱乏。為避免被地方官邀請出席儀式、協助處理事務等，引來不必要之困擾，他決意維持出家人之身份。但是，他並沒有受戒，也不參與誦唸佛經和祈禱等活動。他或許近似產生潔癖，衣服總是一塵不染，經常從事於清掃活動。另一方面，他維持許多上流知識份子的生活方式，如出外距離無論遠近一律乘轎，不親自閱讀而是雇用助手朗誦，以節省眼睛之使用。
在直到過世前的十幾年裡，他主要從事於寫作，並加以刊刻發行；芝佛院裡有處所專放印書用之木板。此段期間之寫作主題十分廣泛，包括儒家經典之闡釋、歷史資料之觀察心得、文學評論、倫理哲學之思想論述等。進行小說研究時，他專注於故事人物之道德與行事表現，並加以評論，如看待真實人物一般。
晚年，他和劉東星發生深度之互動，又寄居於馬經綸特意為他營建的起居處所。他也愈加公開發表公然挑戰傳統儒家士大夫價值觀和禮俗秩序之言論，引來攻擊和批評。萬曆二十九年（1601年）春季之初，芝佛院被縱火燒毀；馬經綸隨後接濟供應他的生活所需。一说此时居于河北通州。最終，禮科給事中張問達向萬曆皇帝以誇大的描述，警告李贄很可能會破壞既有倫理秩序，造成社會思想行為之嚴重混亂；萬曆皇帝於是“敢倡乱道、惑世诬民”之罪名，決定將李贄由錦衣衛緝捕，並銷毀其著作。審訊結束後，鎮撫司建議不必將他判處重刑，而是押解回家鄉終身受地方官監視。
據稱，萬曆三十年（1602年），在獄裡，李贄有一天在侍者為他剃髮時，乘著侍者離開時，以剃刀自刎，並過了一段時間才死去。馬經綸在他死後為他安排喪葬事宜。
李贄也曾與耶穌會傳教士利瑪竇親自見面，討論宗教思想等主題。

## 家族
1984年重編《南安縣志》考據史料遺物後，記載他的祖籍位於今福建省泉州市南安市柳城街道榕橋胭脂巷，為南安榕橋李氏八世祖。

## 墓葬
- 李卓吾墓

## 思想
李贽深受“陽明學”支流“泰州学派”影响，是羅汝芳學生，把王陽明與羅汝芳的學說推向極端，鼓倡「狂禅」最激烈。黄宗羲说：“李卓吾鼓倡狂禅，学者靡然从风。”他公开以“异端”自居，认为宇宙的构成是由于物质的阴阳二气之变化，”天下万物皆生于两，不生于一”。提出“穿衣吃饭即是人伦物理”，主张重视功利、“原情论事”、“革旧鼎新”。針對當時官學和知識階層獨奉儒家程朱理学為權威的情況，貶斥程朱理学為僞道學，提出不能“以孔子之是非为是非”。认为《六经》《论语》《孟子》等只是其弟子随笔记录，非“万世之至论”。朱国桢提及：“今日士风猖狂，实开于此。全不读《四书》本经，而李氏《藏书》《焚书》人挟一册以为奇货。坏人心，伤风化，天下之祸，未知所终也。”诗文多抨击前七子、后七子复古之主张，主张创作必须抒发己见，从“绝假纯真”之“童心”出发，反对“以多读书，识义理障其童心”。重视小说戏曲在文学上的地位，认为《西厢记》《水浒传》就是“古今至文”。曾评点多《水浒传》《西厢记》等。公安派三袁兄弟受其影响较深。
晚年颇好史学，据历代正史纂《藏书》，又广泛收集明代资料撰写《续藏书》，对传统史学观点有所突破。
李贄專注於人們實際行為與儒家禮教理想規範間的差距，並提出異於其所處社會主流之見解，例如「夫私者，人之心也，人必有私，而後其心乃見：若無私則無心矣」，專注於討論批判所見士大夫階級言行不一（實際行為與儒家理想規範間的極度不協調）之普遍現象，並讚揚一般民眾之言行相符（但他較少與知識份子以外群眾接觸；只是作為其思想論述之舉例）。称道学先生为“鄙儒”、“俗儒”、“腐儒”，斥其“阳为道学，阴为富贵”。其批評對象包括自身思想言行。他认为官吏之罪恶行为是“不操戈矛之强盗”“吃人之老虎”。
李贄屢屢公開表示不同意以孔子的思想為標準，因而招致許多士大夫階級人士等之強烈批判。
「童心」是李贄思想論述中一個重要的概念。李贄對儒家等中國傳統倫理觀念提出深刻論述，並顯示出更接近平等主義的觀點；雖然傾向支持男女平等（例如讚揚武則天、邑姜、太姒等人之表現，又表示任何女性天生之智性不會劣於男性），反對女性屈從於男性，主张男女自由婚姻，称赞卓文君、红拂女之善于择配，但又讚揚某些遵守傳統「婦德」的行為。
李贄向他在湖廣地區的學生推崇利瑪竇之《交友論》，並稱讚利瑪竇的個人特質勝過他所見過的大多中國知識份子。

## 著作
- 《李氏藏书》六十八卷。明·万历二十七年（1599年）刻于金陵。
- 《李氏续藏书》二十七卷。明·万历三十七年（1609年）刻。
- 《史纲评要》三十六卷。明·万历四十一年（1613年）霞猗阁刻。
- 《李氏焚书》六卷。明·万历十八年（1590年）刻于麻城。
- 《李氏续焚书》五卷。明·万历四十六年（1618年）新安海阳虹玉斋刻。
- 《初潭集》十二卷、三十卷。明刻。
- 《卓吾老子三教妙述》（又称《言善篇》）四集。明·万历四十年（1612年）宛陵刘逊之刻。
- 《李卓吾遗书》十二种二十三卷。明·继志斋刻（包括《道古录》二卷、《心经提纲》一卷、《观音问》一卷、《老子解》一卷、《庄子解》二卷、《孔子参同》三卷、《墨子批选》二卷、《因果录》三卷、《净土诀》一卷、《暗然录最》四卷、《三教品》一卷、《永庆答问》一卷）。
- 《李氏文集》十八卷。明刻。
- 《易因》二卷。明刻。
- 《李氏六书》六卷。明·万历四十五年（1617年）痂嗜行刻（包括《历朝藏书》一卷、《皇明藏书》一卷、《焚书书答》一卷、《焚书杂述》一卷、《丛书汇》一卷、《说书》一卷）。
- 《阳明先生道学钞》八卷。明·万历三十七年（1609年）武林继锦堂刻。
- 《龙溪王先生文录钞》九卷。明·万历二十七年（1599年）刻。
- 《枕中十书》六卷。明·刻本（包括《精骑录》、《筼窗笔记》、《贤奕贤》、《文字禅》、《异史》、《博识》、《尊重口》、《养生醍醐》、《理谈》、《吟坛千秋诀》）。
- 《批评忠义水浒传》100卷、100回。明容与堂刊、芥子园刊（另《批判忠义水浒传全传》121回，明·杨定见刻）。
- 《批点西厢真本》二卷、《批评红拂记》二册、《批评幽闺记》二卷、《批评洗纱记》二卷，明刻。
- 《评选三异人集》二十四卷。明·俞允谐刻（包括《方正学文集》十一卷、《传状》一卷、《于节暗奏疏》四卷、《文集》一卷、《诗集》一卷、《文集》一卷、《自著年谱》一卷、《传状》一卷）。
- 《读升庵集》二十卷、《世说新语补》二十卷、《四书评》、《坡仙集》十六卷、 《九正易因》二卷、《李氏说书》八卷、《姑妄编》七卷、《李温陵集》二十卷、《禅谈》一卷、《龙湖闲话》一卷、《文字禅》四卷、《左德机缘》三卷、《李氏因果录》三卷、《业报案》二卷，明刻。

### 《焚书》
《焚书》（意为不容于世，早晚必将付之一炬）是李贽最为且争议最大的一部书，是他反程朱理学思想、政治、哲学、社会思想及耿介性格的集中体现。近来，更被评论界誉为“影响中国的百部书籍”之一。
万历四十六年（1618年），门人汪本鈳辑录李贽遗文编成《续焚书》五卷。分《书汇》、《序汇》、《读史汇》、《杂著汇》、《诗汇》。其中《题孔子像于芝佛院》最为脍炙人口。

## 影響
晚明文人中，李贄對社會影響最大。他提出「童心說」，強調真誠，鼓勵人根據直覺，表達內在真實的自我，對晚明藝術影響深遠。戲曲家湯顯祖和書畫家董其昌都與李贄交往，並贊賞其學說。湯顯祖認為，「奇士」的作品自然會出類拔萃，其說與李贄的「童心說」相似。

### 日本
吉田松陰對李贄《焚書》、《續藏書》等著作非常感興趣和認同，並大力推薦其學生閱讀。
漢學家內藤湖南在討論李贄的思想時給予評論「古今未曾有の過激思想」。

## 评论

### 褒
- 李廷机《祭李卓吾文》：“心胸廓八肱，识见洞千古。孑然置一身于太虚中，不染一尘，不碍一物，清净无欲，先生有焉。盖吾乡士大夫未有如先生者，即海内如先生者亦少矣”。
- 池方显《谒李卓吾墓》：“半生交宇内，缘乃在玄州。闽楚竟难得，佛儒俱不留。世人同喜怒，大道任恩仇。我亦寻知己，依依今未休。”
- 汪本钶《续藏书》序：“先生一生无书不读，无有怀而不吐。其无不读也，若饥渴之于饮食，不至于饫足不已；其无不吐也，若茹物噎不下，不尽至于呕出亦不已。以故一点撺自足天下万世之是非，而一欬唾实关天下万世之名教，不但如嬉笑怒骂尽成文章已也。盖言语真切至到，文辞惊天动地，能令聋者聪，瞆者明，梦者觉，醒者醒，病者起，死者活，躁者静，聒者结，肠冰者热，心炎者冷，柴栅其中者自拔，倔强不降者亦无不意頫而心折焉。”
- 袁宗道：「方同諸兄遊上方歸，纔釋馬棰，小休榻上，忽見案頭有翁書，展讀一過，快不可言。又得讀與焦弱侯書，又得讀四海八物，目力倦而神不肯休。今日又得讀孫武子敘，真可謂暴富乞兒也。」「不佞讀他人文字覺懣懣，讀翁片言只語，輒精神百倍。豈因宿世耳根慣熟乎？雲中信使不斷，幸以近日偶筆頻寄，不佞如白家老婢，能讀亦能解也。」「顧安得翁廣長舌頭、圓通手腕，將此全經（《楞嚴經》）注釋一遍乎？第恐後溫陵註行，前溫陵註無處發賣耳。」[38]
- 袁宏道：「卓吾《讀書樂》有云：天幸生我大膽，凡昔人之所忻艷以為賢者，余多以為假，多以為迂腐不才而不切於用；其所鄙者、棄者、唾且罵者，余皆的以為可托國托家而托身也。余嘗讀之以為其言太過，及觀《讀書鏡》至此，乃知卓吾之文，千古之至言。國朝紛紛著作，惟卓吾所著，大快人心，眉公（陳繼儒）所著，大裨世道，真可謂不朽盛事也。」[16]
- 冯元仲《吊李卓吾先生墓诗》：“手辟洪蒙破混茫，浪翻古今是非场。通身是胆通身识，死后名多道益彰。”
- 許自昌：「公頃有李卓吾名贄者，從事竺乾之教，一切綺語，掃而空之，將謂作《水滸傳》者必墮地獄當犁舌之報，屏斥不觀久矣。乃憤世嫉俗時，亦好此書，章為之批，句為之點，如須溪滄溪何歟？豈其悖本教而逞機心，故後掇奇禍歟？李有門人，攜至吳中，吳士人袁無涯、馮遊龍等，酷嗜李氏之學，奉為蓍蔡，見而愛之，相與校對再三，刪削訥繆，附以餘所示《雜誌》、《遺事》，精書妙刻，費凡不趙，開卷瑯然，心目沁爽，即此刻也。」[39]
- 吴虞《李卓吾别传》：“张问达、王雅量能焚毁卓吾之书于一时，诬陷卓吾之身于一日……卓吾书盛行，咳唾间非卓吾不欢，几案间非卓吾不适，朝廷虽焚毁之，而士大夫则相与重锓，且流传于日本”。
- 宋恕以李贽为知音。1899年写有四首《读松阴<幽室文稿>》绝句，其中第三首为：“李氏微宗世莫传，荒凉谁复问遗编，何期海外高人赏，从此卓吾万万年”

### 贬
- 張問達：「壯歲為官，晚年削髮，近又刻《藏書》、《焚書》、《卓吾大德》等書，流行海內，惑亂人心。以呂不韋、李園為智謀，以李斯為才力，以馮道為吏隱，以卓文君為善擇佳耦，以秦始皇為千古一帝，以孔子之是非為不足據，狂誕悖戾，不可不毀。尤可恨者，寄居麻城，肆行不簡，與無良輩游庵院，挾妓女，白晝同浴，勾引士人妻女入庵講法，至有攜衾枕而宿者，一境如狂。又作《觀音問》一書，所謂觀音者，皆士人妻女也，後生小子喜其猖狂放肆，相率煽惑，至於明劫人財，強摟人婦，同於禽獸，而不之恤。邇來縉紳士大夫亦有誦咒念佛，奉僧膜拜。手持數珠，以為律戒；室懸妙像，以為皈依。不知遵孔子家法，而溺意於禪教沙門者，往往出矣。近聞贄且移至通州，通州距都（北京）下四十里、倘一入都門，招致蠱惑，又為麻城之續，望敕禮部，檄行通州地方官，將李贄解發原籍治罪，仍檄行兩畿及各布政司，將贄刊行諸書，並搜簡其家未刻者，盡行燒毀，無令貽禍後生，世道幸甚！」[19]
- 萬曆皇帝：「李贄敢倡亂道，惑世誣民，便令廠衛，五城嚴拿治罪。其書籍已刻未刻，令所在官司盡搜燒毀，不許存留。如有徒黨曲庇私藏，該科道及各有司訪奏治罪。」[19]
- 顾宪成：“李卓吾大抵是人之非，非人之是，又以成败为是非而已。学术到此，真是涂炭，惟有仰屋窃叹而已！如何如何！”[40]
- 朱國楨：「卓吾名贄，曾會之邳州舟中，精悍人也，自有可取處。讀其書，每至辯窮，輒曰：『吾為上上人說法。』嗚呼，上上人矣，更容說法耶？此法一說，何所不至。聖人原開一權字，而又不言所以，此際著不得一言，只好心悟，亦非聖人所敢言，所忍言。今日士風猖狂，實開於此。全不讀《四書》本經，而李氏《藏書》、《焚書》，人挾一冊，以為奇貨。壞人心，傷風化，天下之禍，未知所終也。李氏諸書，有主意人看他，盡足相發，開心胸；沒主意人看他，定然流於小人，無忌憚。卓吾謂：『只有東南海，而無西北海，不知這日頭沒時，鑽在那裏去，又到東邊出來？或曰：隱於昆侖山。然日縣上之正中，則下亦宜然，決非旋繞四傍而無上下者。且由上下，則四傍在中，只四傍，豈能透上遠下乎？』理甚明白，勿多言。卓吾列王陵、溫嶠、趙苞為殺母賊。夫對使伏劍，陵其如何？嶠過江東，原欲奉使即歸；苞母在賊，降而救母得矣，然必敗之賊，母子俱死國法，忠孝兩失，悔將何追。古人值此時勢，萬不得已，幾許剜心嘔血，尚論者又復苛求，宜其寬於胡廣、馮道也。」[41]
- 《欽定四庫全書總目提要》：「...贄書皆狂悖乖謬，非聖無法。惟此書排擊孔子，別立褒貶，凡千古相傳之善惡，無不顛倒易位，尤為罪不容誅。其書可毀，其名亦不足以污簡牘。特以贄大言欺世，同時若焦竑諸人，幾推之以為聖人。至今鄉曲陋儒，震其虛名，猶有尊信不疑者。如置之不論，恐好異者轉矜創獲，貽害人心。故特存其目，以深暴其罪焉。」[28][42]「...贄非聖無法，敢為異論，雖以妖言逮治，懼而自剄。而焦竑等盛相推重，頗熒眾聽，遂使鄉塾陋儒，翕然尊信，至今為人心風俗之害。故其人可誅，其書可毀，而仍存其目，以明正其為名教之罪人，誣民之邪說，庶無識之士，不至怵於虛名，而受其簧鼓，是亦彰癉之義也。」[43]「贄有《九正易因》，已著錄。此乃所集說部，分類凡五：曰夫婦，曰父子，曰兄弟，曰君臣，曰朋友。每類之中又各有子目，皆雜採古人事跡，加以評語。其名曰初潭者，言落發龍潭時即纂此書，故以為名。大抵主儒、釋合一之說。狂誕謬戾，雖粗識字義者皆知其妄，而明季乃盛行其書，當時人心風俗之敗壞，亦大概可睹矣。」[44]
- 王夫之：「青原晚號『極丸』，取一峰『太極丸春』之旨。此足見其存主處，與沉溺異端者自別。顧一峰太極丸中，羞惡、辭讓、是非具足於惻隱之中，而密翁（方以智）似以知和之和為太和，故深取莊子兩行之說以為妙用，意熊掌與魚可以兼取，則兼不得時必兩失也，特其直斥何心隱、李宏甫為刑戮之民，則允為鐵案；絕無關系處，以身試鐙油而恣其意欲，無知輕躁之徒，翕然從之，其書抵今猶傳，烏容不亟誅絕之邪？」[45]
- 顧炎武：「...自古以來，小人之無忌憚而敢於叛聖人者，莫甚於李贄，然雖奉嚴旨，而其書之行於人間自若也。天啟五年九月，四川道御史王雅量疏奉旨『李贄諸書怪誕不經，命巡視衙門焚毀，不許坊間發賣，仍通行禁止。』而士大夫多喜其書，往往收藏，至今未滅。」[46]

### 其他观点
- 袁中道：「為人中燠外冷，豐骨棱棱。性甚卞急，好面折人過。士非參其神契者，不與言。強力任性，不強其意之所不欲。」[16]「為守，法令清簡，不言而治。每至伽藍，判了公事，坐堂皇上，或置名僧其間。簿書有隙，即與參論虛玄。人皆怪之，公亦不顧。祿俸之外，了無長物。久之厭圭組，遂入雞足山，閱《龍藏》不出。御史劉維奇其節，疏令致仕以歸。」[16]「體素臞，淡於聲色；又癖潔，惡近婦人。故雖無子，不置妾婢。」[16]「剔膚見骨，迥絕理路。出為議論，皆為劍刀上事。獅子送乳，香象絕流，發詠孤高，少有酬其機者。」[16]「性愛掃地，數人縛帚不給。衿裙浣洗，極其鮮潔。拭面掃身，有同水淫。不喜俗客，客不獲辭而至，但一交手，即令之遠坐，嫌其臭穢。」[16]「滑稽排調，衝口而發；既能解頤，亦可刺骨。所讀書，皆抄寫為善本。東國之秘語，西方之靈文，《離騷》、馬（《史記》）班（《漢書》）之篇，陶（淵明）、謝（靈運）、柳、杜（甫）之詩，下至稗官小說之奇，宋元名人之曲，雪藤丹筆，逐字讎校。肌擘理分，時出新意。其為文不阡不陌，抒其胸中之獨見，精光凜凜，不可迫視。詩不多作，大有神境。亦喜作書，每研墨伸紙，則解衣大叫，作兔起鶻落之狀。其得意者，亦甚可愛，瘦勁險絕，鐵腕萬鈞，骨棱棱紙上。」[16]「公氣既激昂，行復詭異。斥異端者，日益側目。」[16]「與耿公往復辨論，每一劄累累萬言，發道學之隱情，風雨江波，讀之者高其識，欽其才，畏其筆。」[16]「蓋公於誦讀之暇，尤愛讀史，於古人作用之妙，大有所窺。」[16]「凡古所稱為大君子者，有時攻其所短；而所稱為小人不足齒者，有時不沒其所長。」[16]「其意大都在於黜虛文，求實用；舍皮毛，見神骨；去浮理，揣人情。」[16]「即矯枉之過，不無偏有重輕；而舍其批駁謔笑之語，細心讀之，其破的中竅之處，大有補於世道人心。而人遂以為得罪於名教，比之毀聖叛道，則已過矣。」[16]「則謂公之書為消積導滯之書可；謂是世間一種珍奇，不可無一，不可有二之書亦可。特其出之也太早，故觀者之成心不化，而指摘生焉。然而窮公之所以罹禍，又不自書中來也。」[16]「大都公之為人，真有不可知者。本絕意仕進人也，而專談用世之略，謂天下事決非好名小儒之所能為。本狷潔自厲，操若冰霜人也，而深惡枯清自矜、刻薄瑣細者，謂其害必在子孫。本屏絕聲色，視情欲如糞土人也，而愛憐光景，於花月兒女之情狀，亦極其賞玩，若借以文其寂寞。本多怪少可，與物不和人也，而於士之有一長一能者，傾注愛慕，自以為不如。本息機忘世，槁木死灰人也，而於古之忠臣義士，俠兒劍客，存亡雅誼，生死交情，讀其遺事，為之咋指斫案，投袂而起，泣淚橫流，痛哭滂沱，而不自禁。若夫骨堅金石，氣薄雲天，言有觸而必吐，意無往而不伸。排拓勝己，跌宕王公。孔文舉調魏武若稚子，嵇叔夜視鍾會如奴隸。鳥巢可覆，不改其鳳咮；鸞翮可鎩，不馴其龍性。斯所由焚芝鋤蕙，銜刀若盧者也。嗟乎！才太高，氣太豪，不能埋照溷俗，卒就囹圄，慚柳下而愧孫登，可惜也夫！可戒也夫！」[16]「其人不能學者有五，不願學者有三。公為士居官，清節凜凜；而吾輩隨來輒受，操同中人，一不能學也。公不入季女之室，不登冶童之床；而吾輩不斷情欲，未絕嬖寵，二不能學也。公深入至道，見其大者；而吾輩株守文字，不得玄旨，三不能學也。公自少至老，惟知讀書；而吾輩汩沒塵緣，不親韋編，四不能學也。公直氣勁節，不為人屈；而吾輩怯弱，隨人俯仰，五不能學也。若好剛使氣，快意恩仇，意所不可，動筆之書，不願學者一矣。既已離仕而隱，即宜遁跡名山，而乃徘徊人世，禍逐名起，不願學者二矣。急乘緩戒，細行不修，任情適口，臠刀狼藉，不願學者三矣。夫其所不能學者，將終身不能學；而其不願學者，斷斷乎其不學之也。故曰：雖好之，不學之也。若夫幻人之談，謂其既已髡髮，仍冠進賢；八十之年，不忘欲想者，有是哉？所謂蟾蜍擲糞，自其口出者也。」[16]
- 沈瓒：「致仕後，祝髮住楚黃州府龍潭山中，儒釋從之者幾千、萬人。其學以解脫直截為宗，少年高曠豪舉之士，多樂慕之。後學如狂，不但儒教潰防，而釋宗繩檢，亦多所清棄。」[47]
- 沈铁《李卓吾传》说：“载贽再往白门（南京），而焦竑以翰林家居，寻访旧盟，南都士更靡然向之。登坛说法，倾动大江南北。北通州马经纶以御史谪籍，延载贽抵舍，焚香执弟子礼、而燕冀人士望风礼拜尤盛。”
- 李敖：「...陶運猷寫了一幅中堂送我，中有一句說我『敢違世俗表天真』...『表天真』並不是裝小孩、顯幼稚，而是真正基于真知和真誠的率性表述，這種表述容或誇大，但非扯謊，也非虛僞...正因爲我自己雅好此道，所以人物中我偏好...像東方朔、像李贄、像金聖歎、像汪中、像狄阿傑尼斯（Diogenes）、像伏爾泰、像斯威夫特（Swift）、像蕭伯納、像巴頓將軍（Gen.George patton），我喜歡他們的鋒利和那股表現鋒利的激情。...我幫黃石城...寫一篇東西...給我四千塊稿費，我馬上...找到黃石城說：『笑話，只給四千，拿三萬來。』...果然給了我三萬，可是我把這錢轉給林正傑當競選經費了。這就是我『敢違世俗表天真』的動作，態度嘛，不夠好，且有『流氣』...」[48]
- 黃仁宇：「李贄的悲觀不僅屬於個人，也屬於他所生活的時代。傳統的政治已經凝固 ，類似宗教改革或者文藝復興的新生命無法在這樣的環境中孕育。社會環境把個人理智上的自由壓縮在極小的限度之內，人的廉潔和誠信，也只能長爲灌木，不能形成叢林。」[11]
- 《利瑪竇中國札記》：「這兩位名人（焦竑與李贄）都十分尊重利瑪竇神父，特別是那位儒家的叛道者；當人們得知他拜訪外國神父後，都驚異不止。不久以前，在一次文人集會上討論基督之道時，祇有他一個人始終保持沉默，因為他認為，基督之道是唯一真正的生命之道。他贈給利瑪竇神父一個紙折扇，上面寫有他做的兩首短詩⋯」[49]
- 黃宗羲：「...卓吾生平喜駡人，且其學術偏僻，駡之未始不可。」[50]

### 近代
李贽的著述，自明朝以來，先后数次被禁毁，民间盗印、甚至假托其文章者不绝，门人汪本钶说：“（卓吾）一死而书益传，名益重……渐至今日，坊间一切戏剧淫谑刻本批点，动曰卓吾先生。”
在1974年批林批孔运动中，中國共產黨有關人士表示李贄致力於激烈批評儒家各派人物與思想，尤其是孔子，也致力於激烈批評士大夫階級，又讚揚秦始皇與法家，因而推崇他為為「尊法反儒」之「進步」思想家。

## 传记、事迹辑录
- 卓吾论略（《焚书》）
- 自赞（《焚书》）
- 感慨平生（《焚书》）
- 袁中道：李温陵传（《珂雪斋近集文钞》）
- 汪可受：卓吾老子墓碑（《畿辅通志》）
- 沈鈇：李卓吾传（《闽书》）
- 何乔远：李贽传（《闽书》）
- 钱谦益：卓吾先生李贽（《列朝诗集》）
- 谈迁：李贽传（《国榷》）
- 查继佐：李贽、袁黄（《罪惟录》）
- 傅继鳞：李贽传（《明书·异教传》）
- 王鸿绪：李贽（《明史稿》）
- 彭际清：李卓吾传（《居士传》）
- 《麻城县志》：李贽传
- 《泉州府志》：李贽传
- 《福建通志》：李贽传
- 《云南通志》：李贽传
- 吴虞：《明李卓吾别传》
- 焦竑：《澹园集》
- 汪本钶：卓吾先师告文
- 沈德符：《万历野获编》
- 朱国桢：《涌幢小品》
- 沈瓒：《近事丛残》
- 谢肇淛：《五杂俎》
- 刘侗、于奕正：《帝京景物略》
- 黄宗羲：《明儒学案》
- 顾炎武：《日知录》
- 《明实录》
- 《李卓吾年谱》（铃木虎雄 著）
- 《林李宗谱》

## 另見
- 王龍溪
- 王陽明
- 心學
- 王泰州
- 泰州學派
- 少正卯
- 紫柏真可
- 塞巴斯蒂安·卡斯特利奧

## 外部連結
- 吳震：〈李贄思想的重新定位 （页面存档备份，存于）〉。
- 王璦玲：〈曲盡真情，由乎自然──論李贄《琵琶記》評點之哲學視野與批評意識 （页面存档备份，存于）〉。